# Ceriana (chi ruồi)
Ceriana là một chi ruồi trong họ Syrphidae.

## Các loài
Chi này gồm các loài sau:
- Ceriana abbreviata Loew, 1864
- Ceriana ancoralis (Coquillett, 1902)
- Ceriana bellardii (Shannon, 1925)
- Ceriana brunettii (Shannon, 1927)[2]
- Ceriana caesarea (Stackelberg, 1928)[2]
- Ceriana caucasica (Paramonov, 1927)[2]
- Ceriana conopsoides (Linnaeus, 1758)
- Ceriana cylindrica (Curran, 1921)
- Ceriana engelhardti (Shannon, 1925)
- Ceriana fabricii Thompson, 1981
- Ceriana floridensis (Shannon, 1922)
- Ceriana gibbosa Violovitsh, 1980
- Ceriana loewii (Williston, 1887)
- Ceriana macquarti Shannon, 1925
- Ceriana mime (Hull, 1935)
- Ceriana naja Violovitsh, 1974
- Ceriana nigerrima Violovitsh, 1974[2]
- Ceriana pedicellata (Williston, 1887)
- Ceriana pictula (Loew, 1853)
- Ceriana polista Séguy, 1948
- Ceriana sartorum Smirnov, 1924[2]
- Ceriana sayi (Shannon, 1925)
- Ceriana schnablei (Williston, 1892)
- Ceriana signifera (Loew, 1853)
- Ceriana snowi (Adams, 1904)
- Ceriana townsendi (Snow, 1895)
- Ceriana tridens (Loew, 1872)
- Ceriana vespiformis (Latreille, 1804)
- Ceriana weemsi Thompson, 1981
- Ceriana willistoni (Kahl, 1897)

Danh sách này không đầy đủ, bạn cũng có thể giúp mở rộng danh sách.